# Gossamer (personaggio)
Gossamer (in italiano chiamato anche Delizia e noto inizialmente come Rudolph) è un personaggio delle serie animate Looney Tunes e Merrie Melodies prodotti dalla Warner Bros. È un grosso mostro rosso peloso, il suo corpo rettangolare basa su due enormi scarpe da ginnastica e la sua faccia ha solo due grandi occhi ovali e una bocca larga. Le braccia finiscono con dita artigliate. La sua caratteristica principale è data però dagli spettinatissimi capelli rossi. In una gag del cortometraggio Duck Dodgers e il ritorno del XXIV secolo e mezzo si fa della satira a proposito del fatto che Gossamer sia fatto interamente di capelli. Era originariamente doppiato da Mel Blanc, poi da Joe Alaskey e Jim Cummings.
La parola "Gossamer" deriva dall'inglese medievale gossomer, e significa letteralmente "sottile", "leggero". Il nome è chiaramente ironico in quanto il personaggio è enorme, minaccioso e distruttivo.

## Storia
Chuck Jones introdusse il personaggio nel cartone La lepre che drizza i capelli (1946). Bugs Bunny viene attirato nel covo di uno scienziato pazzo come cibo per Gossamer, il quale (ancora senza un nome) è uno scagnozzo dello scienziato. Parte della trama viene ripetuta nel cortometraggio del 1952 Water, Water Every Hare, in cui Gossamer è chiamato Rudolph. Il mostro resta poi inattivo per decenni, fino a quando viene inserito nuovamente in Duck Dodgers e il ritorno del XXIV secolo e mezzo nel 1980. È la prima volta in cui viene chiamato Gossamer (Delizia nell'edizione italiana), chiamato così da Marvin il Marziano. Jones decise di dargli questo nome perché "è esattamente l'opposto di quello che la parola suggerisce: è una grossa cosa pelosa".

## Altre apparizioni
Gossamer è apparso anche in camei in alcune delle produzioni recenti della Warner. Appare negli episodi delle I favolosi Tiny degli anni novanta, interpretando tra l'altro una parodia del mostro di Frankenstein in Tiny Toons Night Ghoulery. Appare nel film Space Jam (1996) e in alcune puntate di I misteri di Silvestro e Titti. È anche il cattivo principale del livello del castello infestato nel videogioco Taz in Escape from Mars, appare anche in Taz: Wanted e in Ralph il lupo all'attacco e in Looney Tunes: Acme Arsenal.
Un Gossamer giovane appare in un episodio dei Baby Looney Tunes come aiutante nel giardino di Pepé Le Pew. Appare anche nel 2006 in Canto di Natale - Il film natalizio dei Looney Tunes come guardia che deve lavorare gli straordinari non pagati per Daffy Duck.
In una delle scene tagliate di Looney Tunes: Back in Action si vede Gossamer stressato da Kate Houghton (Jenna Elfman), il che suggerisce che inizialmente il mostro sarebbe dovuto apparire nel film.
Nella serie The Looney Tunes Show Gossamer è un bambino con una vocetta innocua, che segue sempre Daffy Duck, anche se sua madre (la Strega Hazel) non vuole. Riappare in Space Jam: New Legends nel 2021.